# Antalya Open
El Torneig de Antalya, conegut actualment com a Antalya Open, és un torneig tennístic professional que es disputa anualment a les pistes de gespa del Kaya Palazzo Belek de Belek, Antalya, Turquia. Pertany a les sèries 250 del circuit ATP.

## Història
El torneig es va crear l'any 2017 per apuntalar l'expansió dels torneigs sobre gespa utilitzats com a preparació del torneig de Wimbledon. Es va celebrar durant tres edicions fins que els seus drets van ser adquirits pel torneig celebrat a Mallorca per l'any 2020. A causa del desgavell provocat per la pandèmia per coronavirus i les mesures de seguretat aplicades a diferents països, l'ATP els va concedir una llicència extraordinària per l'any 2021, però sobre pista dura i a l'inici de temporada.

## Palmarès

### Individual masculí
| Any  | Campió         | Finalista         | Resultat            |
| ---- | -------------- | ----------------- | ------------------- |
| 2021 | Alex de Minaur | Alexander Bublik  | 2−0, retirada       |
| 2020 | No celebrat    | No celebrat       | No celebrat         |
| 2019 | Lorenzo Sonego | Miomir Kecmanović | 6−7(5), 7−6(5), 6−1 |
| 2018 | Damir Džumhur  | Adrian Mannarino  | 6−1, 1−6, 6−1       |
| 2017 | Yuichi Sugita  | Adrian Mannarino  | 6−1, 7−6(4)         |

### Dobles masculins
| Any  | Campions                              | Finalistes                     | Resultat            |
| ---- | ------------------------------------- | ------------------------------ | ------------------- |
| 2021 | Nikola Mektić Mate Pavić              | Ivan Dodig Filip Polášek       | 6−2, 6−4            |
| 2020 | No celebrat                           | No celebrat                    | No celebrat         |
| 2019 | Jonathan Erlich Artem Sitak           | Ivan Dodig Filip Polášek       | 6−3, 6−4            |
| 2018 | Marcelo Demoliner Santiago González   | Sander Arends Matwé Middelkoop | 7−5, 6−7(6), [10−8] |
| 2017 | Robert Lindstedt Aisam-Ul-Haq Qureshi | Oliver Marach Mate Pavic       | 7−5, 4−1, retirada  |